# Szinkronúszás az 1984. évi nyári olimpiai játékokon
Az 1984. évi nyári olimpiai játékokon a szinkronúszást augusztus 6. és 12. között rendezték. Két versenyszámban, egyéniben és párosban avattak olimpiai bajnokot.
A szinkronúszás ezen a játékokon szerepelt először az olimpiai programban.

## Éremtáblázat
(A rendező ország csapata eltérő háttérszínnel, az egyes számoszlopok legmagasabb értéke vagy értékei vastagítással kiemelve.)
| Az 1984. évi nyári olimpiai játékok éremtáblázata szinkronúszásban | Az 1984. évi nyári olimpiai játékok éremtáblázata szinkronúszásban | Az 1984. évi nyári olimpiai játékok éremtáblázata szinkronúszásban | Az 1984. évi nyári olimpiai játékok éremtáblázata szinkronúszásban | Az 1984. évi nyári olimpiai játékok éremtáblázata szinkronúszásban | Olimpia  |
| ------------------------------------------------------------------ | ------------------------------------------------------------------ | ------------------------------------------------------------------ | ------------------------------------------------------------------ | ------------------------------------------------------------------ | -------- |
|                                                                    | Ország                                                             | Arany                                                              | Ezüst                                                              | Bronz                                                              | Összesen |
| 1.                                                                 | Egyesült Államok (USA)                                             | 2                                                                  | 0                                                                  | 0                                                                  | 2        |
|                                                                    |                                                                    |                                                                    |                                                                    |                                                                    |          |
| 2.                                                                 | Kanada (CAN)                                                       | 0                                                                  | 2                                                                  | 0                                                                  | 2        |
|                                                                    |                                                                    |                                                                    |                                                                    |                                                                    |          |
| 3.                                                                 | Japán (JPN)                                                        | 0                                                                  | 0                                                                  | 2                                                                  | 2        |
|                                                                    |                                                                    |                                                                    |                                                                    |                                                                    |          |
| Összesen                                                           | Összesen                                                           | 2                                                                  | 2                                                                  | 2                                                                  | 6        |

## Érmesek
| Az 1984. évi nyári olimpiai játékok érmesei szinkronúszásban |                                                     |                                                |                                               |
| Versenyszám                                                  | Arany                                               | Ezüst                                          | Bronz                                         |
| Egyéni                                                       | Tracie Ruiz · Egyesült Államok (USA)                | Carolyn Waldo · Kanada (CAN)                   | Motojosi Mivako · Japán (JPN)                 |
| Páros                                                        | Egyesült Államok (USA) · Candy Costie · Tracie Ruiz | Kanada (CAN) · Sharon Hambrook · Kelly Kryczka | Japán (JPN) · Kimura Szaeko · Motojosi Mivako |